# Heinrich Hase (Bildhauer)
Heinrich Hase war Holzschnitzer und Bildhauer in Naumburg.
Seine Lebensdaten sind unbekannt. Seine Werke aber sind für das 16. Jahrhundert bezeugt, zumindest die in Naumburg (Saale). Hauptsächlich bekannt ist er durch die Brunnenfigur des Wenzelsbrunnen in Naumburg, welche 1579 entstanden ist und wohl vom Rat der Stadt Naumburg in Auftrag gegeben wurde, für die er immerhin 9 Gulden erhielt. Diese wiederum ist der Schutzpatron der Stadt. Außerdem ist seine Tätigkeit in der Wenzelskirche bezeugt, wobei sein Predigtstuhl von 1584 durch eine barocke Predigtkanzel ersetzt wurde. Sein Predigtstuhl befindet sich heute im Stadtmuseum Naumburg. Ob er in Naumburg Bürgerrecht besessen hatte, kann nicht mit Sicherheit gesagt werden, weil das Naumburger Bürgerbuch den Namen Heinrich Hase nicht erwähnt.